# Зборув (Каліський повіт)
Зборув (пол. Zborów) — село в Польщі, у гміні Желязкув Каліського повіту Великопольського воєводства.
Населення — 386 осіб (2011).
У 1975-1998 роках село належало до Каліського воєводства.

## Демографія
Демографічна структура станом на 31 березня 2011 року:
|          | Загалом | Допрацездатний вік | Працездатний вік | Постпрацездатний вік |
| -------- | ------- | ------------------ | ---------------- | -------------------- |
| Чоловіки | 187     | 53                 | 120              | 14                   |
| Жінки    | 199     | 37                 | 124              | 38                   |
| Разом    | 386     | 90                 | 244              | 52                   |